# Громадянство по праву народження в США

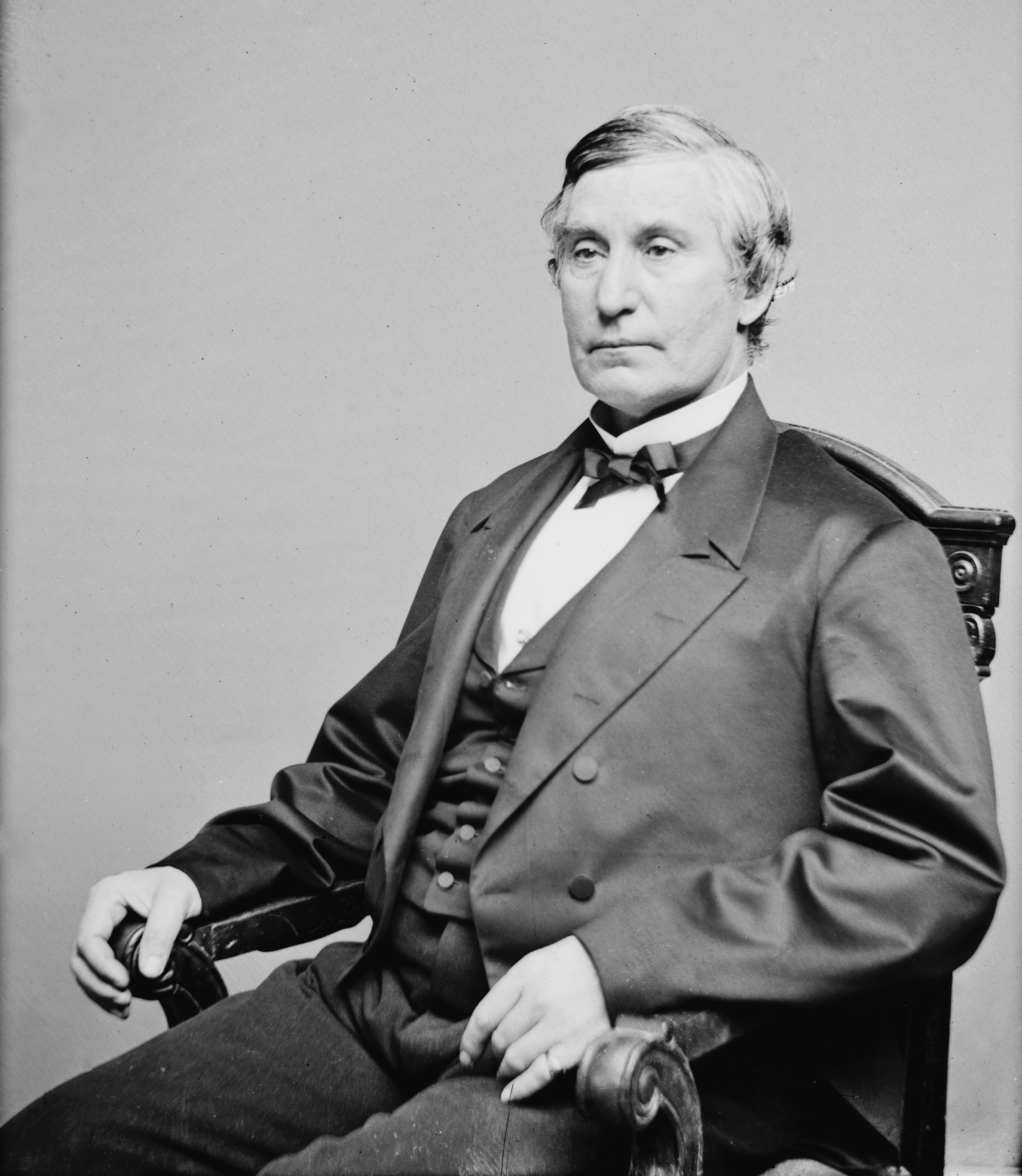
Сенатор від штату Мічиган Якоб М. Говард, автор Чотирнадцятої поправки до Конституції США. Ініціатор закону громадянства по праву народження.

Громадянство по праву народження в США набувається автоматично після народження особи на території Сполучених Штатів або за умови, що один або обидва його батьків є (або були) громадянами США. Це право протиставляється громадянству, набутим іншими способами, наприклад натуралізацією. Згідно Чотирнадцятої поправки до Конституції США та Закону про імміграцію і національність (INA), громадянство США автоматично надається будь-якій особі, яка народилася в межах країни чи на території, підпорядкованій США (відома як «jus soli»). Такими територіями є Пуерто-Рико, Маріанські острови (Гуам і Північні Маріанські Острови) та Американські Віргінські Острови. Таке громадянство стосується також дітей, народжених в інших місцях світу, громадян США (за певними винятками), відомих як «jus sanguinis» .
Громадянство по праву народження визначається Чотирнадцятою поправкою до Конституції, де йдеться про те, що «всі особи , які народилися або натуралізовані у Сполучених Штатах, і за умови їх юрисдикції, є громадянами Сполучених Штатів і штату, в якому вони проживають», і малося на увазі скасування рішення Дреда Скотта проти Сендфорда 1857 року, яке заперечувало громадянство афро-американців. Застосування громадянства по праву народження дітей нелегальних іммігрантів залишається суперечливим. Латиноамериканський центр П'ю вважає, що приблизно 7,5% від усіх народжених в США (близько 300000 народжень на рік) є нелегальними іммігрантами. Латиноамериканський центр П'ю також підрахував, що в США є 4,5 млн дітей, народжених несанкціонованими іммігрантами, які отримали громадянство через народження, в той час як Інститут міграційної політики оцінює, що там є 4,1 мільйона дітей. Обидві оцінки виключають тих, хто має вік 18 років і більше.
24 січня 2020 року адміністрація Дональда Трампа прийняла директиву, Яка ускладнює вагітним іноземним жінкам поїздки до США для народження на території США, щоб їхні діти стали громадянами США, що називають «народжувальним туризмом».
Громадянство США регулюється федеральним законодавством в межах Конституції.
З моменту прийняття 14 липня 1868 року Чотирнадцятої поправки до Конституції США громадянство осіб, які народилися в США, контролюється Законом про громадянство.

## Право за народженням в США
Відповідно до Федерального закону США (8 USC § 1401), особа є громадянином США якщо:
- народилася у Сполучених Штатах
- народилася в США і є членом індіанського, ескімоського, алеутського або іншого племені аборигенів
- невідомого батьківства, виявлена в Сполучених Штатах у віці до п'яти років, до тих пір, поки не буде доведено до досягнення нею віку 21 року те, що вона не народилася в Сполучених Штатах
- народилася на території громадянства одного з батьків чи іншій території, при цьому один з батьків є громадянином Сполучених Штатів, який фізично перебуває у Сполучених Штатах або у їх володіннях протягом тривалого періоду протягом одного року в будь-який час до цього до народження особи.

### Території США
Чотирнадцята поправка діє і відносно неінкорпорованих організованих територій, тому особи, народжені на таких територіях, автоматично є громадянами США при народженні.
Існують спеціальні положення, які регулюють осіб, народжених на нинішніх і колишніх територіях або володіннях США, включаючи Пуерто-Рико, Зону Панамського каналу, Віргінські острови, Гуам та Північні Маріанські острови. Наприклад, в 8 USC § 1402 зазначено, що «Усі особи, народжені в Пуерто-Рико [між] 11 квітня 1899 року та ... 13 січня 1941 року ... проживають 13 січня 1941 року в Пуерто-Рико ... [і ] особи, народжені в Пуерто-Рико 13 січня 1941 року або пізніше, ... є громадянами США за народженням».
Згідно постанови Конгресу, особи, народжені в Американському Самоа, є американцями, але не громадянами США. На 12 грудня 2019, окружний суд США в штаті Юта ухвалив, що особи, які народилися на території Американського Самоа повинні бути визнані громадянами США, але заблокував подальше просування постанови від 13 грудня 2019 року до вирішення питання за апеляційним оскарженням.

### Заморські володіння
Відповідно до 8 USC § 1408 осіб, народжених (або знайдених, і невідомого батьківства у віці до 5 років), що знаходяться у володіннях США (що визначається 8 пунктом USC § 1101 як Американське Самоа та острів Суейнс) є американцями, але не громадянами США, якщо інше не передбачено у розділі 1401. Публікація Державного департаменту США під назвою «Історичні передумови надбання за народженням на територіях США та володіннях» пояснює складність цієї теми.

### Води та повітряний простір США
Особа, яка народилася у водах або повітряному просторі США, є громадянином США за народженням. (8 FAM 301.1–4, «Народження у внутрішніх водах та територіальних морях США», 8 FAM 301.1–5, «Що таке народження у повітряному просторі США?» та 8 FAM 301.1–6, «Документування народження у воді США та повітряному просторі США).